# Принцип Смурфетты
Принцип Смурфетты (англ. Smurfette principle) — практика в художественных произведениях, в первую очередь в фильмах и телесериалах, включать в полностью мужской состав персонажей только одну женщину. Эта практика задаёт повествование, в котором преобладают мужчины, а женщина является исключением и существует лишь дополнительно к мужчинам. Вследствие этого, произведения, использующие этот приём, часто не проходят тест Бекдел, являющийся индикатором гендерной предвзятости в художественных произведениях.
Термин создала американская поэт и критик Ката Поллитт в 1991 году в «The New York Times»:
Современные шоу или имеют полностью мужской состав, как «Гарфилд», или построены на том, что я называю принцип Смурфетты: группа мужчин-приятелей будет подчёркнута одной женщиной, стереотипно охарактеризованной... Посыл ясен. Парни — это норма, девушки — вариация; парни — центральные, девушки — второстепенные; парни — индивидуальные, девушки — типичные. Парни определяют группу, её историю и её кодекс ценностей. Девушки существуют только относительно парней.Оригинальный текст (англ.)Contemporary shows are either essentially all-male, like "Garfield," or are organized on what I call the Smurfette principle: a group of male buddies will be accented by a lone female, stereotypically defined... The message is clear. Boys are the norm, girls the variation; boys are central, girls peripheral; boys are individuals, girls types. Boys define the group, its story and its code of values. Girls exist only in relation to boys.

## Примеры
Названный в честь Смурфетты, единственного женского персонажа среди смурфов, принцип также наблюдается в следующих произведениях:
- Мисс Пигги в «Маппет-шоу»[4][5]
- Лея Органа в оригинальной трилогии «Звёздных войн»[5]
- Пенни в «Теории Большого взрыва»[5] (1 — 3 сезон)
- Элейн Бенес в «Сайнфелде»[6]
- Кенга в произведениях про Винни-Пуха[4]
- Эйприл О’Нил в «Черепашках-ниндзя»[3][4]
- Гайка в «Чип и Дейл спешат на помощь»
- Гамора в «Стражах Галактики»[7]
- Чёрная вдова в «Мстителях»[7]
- Одиннадцать в «Очень странных делах»[8]
- Женщина-невидимка в «Фантастической четвёрке».
- Сова в «Винни-Пухе» Союзмультфильма
- Кира Смёнкина в «Героях Энвелла»
- Мартышка в «38 попугаев»
- Пенни в «Инспекторе Гаджете»
- Пинки в играх «Pac-Man»